# Uesiba Morihei
Uesiba Morihei (japán írásmód szerint 植芝 盛平) (1883. december 14. – 1969. április 26.) az aikidó megalapítója. Egyike a három nagy japán budó mesternek, ma „legyőzhetetlen harcosként” hivatkoznak rá.

## Életpályája
Tanabe faluban született. Három nővére volt, ő volt az egyetlen fiú a családban. Nagyapja, Kicsiemon, híres harcművész volt.
Fiatalkorában gyenge és beteges volt, apja, Joroku ösztönzésére szumózni, úszni és futni kezdett. Rövid idő alatt roppant erőre tett szert. A tanabei középiskola elvégzése után abakusz (számviteli) főiskolára járt. A diploma után könyvvizsgáló lett, és munkájának elismeréseképp Tokióba akarták áthelyezni, de Morihei felmondott. Elnyomott halászok jogi képviselője lett. Robbanékony természete miatt sokszor összetűzésbe került a törvénnyel, apjának nem kis fejfájást okozva ezzel. 1900-ban, 17 évesen Tokióba ment, ahol nyitott egy kis papír-írószer üzletet, pár alkalmazottal. Tokiói tartózkodása alatt egy tendzsin sinjó-rjú dzsúdzsucu dódzsóban gyakorolt. Az üzlettel nem sokat törődött, alig egy év után felszámolta. Egy hibásan összeállított diéta miatt skorbutos lett. Hazatért Tanabéba, az otthoni tápláló ételek nyomán hamar felépült.
1903-ban megnősült, Itogava Hacut vette el. Ebben az évben jelentkezett a hadseregbe, de csak 157 centiméteres magasság felett vettek fel embereket, és Morihei nem felelt meg ennek a követelménynek. Elkezdett edzeni, fáról lefelé lógva, egy nagy követ erősítve magára, nyújtotta gerincét. A következő sorozásnál sikerrel járt, 1903. decemberében a Vakajamai 61. Gyalogezred tagja lett. Az orosz–japán háborúban (1904-1906.) a mandzsúriai fronton teljesít szolgálatot. A háború befejezése után felettesei támogatásukról biztosították és katonai karriert kínáltnak neki, de Morihei visszautasította lehetőséget és hazatért családjához.
Valószínű, hogy a fronton szerzett élmények hatása alatt lett feltűnően befelé forduló, nem találta helyét a világban. Apja biztatására folytatta jagjú-rjú tanulmányait, melyet még a hadseregben, Nakai Maszakacu dódzsójában kezdett tanulni. 1908-ban mesterfokozatot ért el. Apja a családi birtokon egy dódzsót építtetett, ahova meghívta tanítani Tadaki Kijoicsit (későbbi 9 danos kódókan dzsúdó-mestert), akinek segítségével Morihei tovább finomíthatta harcművészeti technikáját. 1910 végén megszületett kislánya, Macuko.
Egy barátja meghívására Hokkaidóra ment, hogy kiválasszon egy alkalmas helyet a letelepedésre. (Tudni kell, hogy Hokkaidó ekkor Japán szinte teljesen lakatlan és hasznosítatlan vidéke volt, ekkor indult meg telepesekkel történő betelepítése.) A sziget kormányzójával egyetértésben a Hokkaidó északkeleti részén fekvő Siratakira esett a választás. Morihei hazatérését követően rögtön hozzálátott egy kis telepes csoport szervezésének. A csoport igen hamar összeállt, mert Tanabéban ekkor igen nehéz idők jártak mind a halászokra, mind a földművesekre. Az újrakezdésben a majdnem 30 éves Moriheit ismét apja támogatta. 1912. március 29-én elindult a kis csoport új otthona felé.
Évekig nehéz körülmények között éltek, az 1915. év hozott végre jó termést. Hihetetlen energiával vetette magát a munkába, hamarosan köztiszteletben álló vezető lett belőle.
1915-ben találkozott Takeda Szókakuval a daitó-rjú aiki-dzsucu mesterével. Szókakut a kormányzó hívta meg Hokkaidóra, hogy tanítsa a rendőröket, és segítsen a törvényes rend kialakításában. Az épülő, fejlődő sziget melegágya volt a bűnözésnek. A közbiztonság siralmas volt. Szókaku ekkor találkozott Moriheivel. Találkozásuk előtt Morihei már sokat hallott Szókakuról, s mikor épp Engaruban járt, megnézte Szókaku egy bemutatóját. Ezután 30 nap kemény és intenzív gyakorlásba fogott Szókakuval. Hazatérve egy dódzsót és egy házat épített saját birtokán. Meghívta oda Szókakut, hogy tanítsa. Napi több órát gyakoroltak együtt, de Szókaku még egy csoportot is oktatott.
1917-ben megszületik Morihei elsőszülött fia, Takemori. 1919-ben családját váratlanul hazaküldte, majd röviddel utána örökre elhagyta Hokkaidót.
Még a Hokkaidón töltött évek alatt eljutott Moriheihez egy ajabei új vallás karizmatikus vezetőjének híre. Így hazafelé tartva útba ejtette Ajabét. Részint, hogy imát mondjon apja felépüléséért, részint, hogy találkozzon Degucsi Oniszaburóval az ómotó-kjó "szent gurujával". Mély hatást gyakorolt az érzékeny Moriheire az ómotó-kjó központ légköre, és a "szent guru" személyisége. Apja halála után, 1920-ban gyermekeivel, feleségével és anyjával Ajabéba költöztek. Ez az év csapások sorozatát hozza: elveszíti elsőszülött fiát, majd meghal újszülött kisfia is. Némi vigaszt jelent számára, hogy 1921. júniusában újabb fia születik: Koecu (mai nevén: Kissómaru). Oniszaburó ösztönzésére harcművészetet kezdett oktatni néhány ómotó-kjó hívőnek. Első dódzsóját (Uesiba dzsuku) még saját házában nyitotta 1920-ban. Kezdetben daitó-rjú aiki-dzsucut tanított, de már ekkor érezhetővé vált Morihei stílusán egy új, más filozófiai alapokon nyugvó harcművészet. Ezt az új filozófiai alapot nyilvánvalóan az ómotó-kjó jelentette. Megváltozott Morihei budó-szemlélete is. Később így fogalmaz a Mester: "Az igazi budó a szeretet munkája. Életet adni minden lénynek, nem pedig gyilkolni, vagy harcolni egymás ellen."
1922 tavaszán Szókaku, bár hívatlanul, de ellátogat Ajabéba, és majdnem fél évig él Morihei vendégeként, szemináriumokat tart az ómoto-kjó vezetői és hívei számára. Oniszaburó és Szókaku között egyre feszülő ellentétek kerülnek felszínre. Ennek oka leginkább a két ember merőben eltérő személyisége és felfogása volt a világról. Szókaku távozása előtt Moriheinek "kjódzsi dairi" (segédoktató) fokozatot adományozott. Szókaku fél éves vendégszereplése Ajabéban nem kis anyagi terhet jelentett Moriheinek, pazar ajándékok birtokában távozott az ómotó-kjó központból (Oniszaburó például egy igen értékes kardot ajándékozott neki, Morihei több, mint kétmillió forintnak megfelelő pénzt gyűjtött össze számára). 1924-ben Oniszaburó és néhány lelkes követője, köztük Morihei is, Mandzsuriába ment, hogy megvalósítsák Oniszaburó fantasztikus utópiáját: "A Béke Királyságát". Az ómotó-kjó sintóista felfogása nem volt elég érthető és népszerű a mandzsuk között, akik leginkább buddhisták voltak. Így Oniszaburó megalakította az ómotó-buddhizmust, s követői, Moriheivel együtt voltak a lámák. Az épülő királyság fejének saját magát nevezte ki, és kegyencei lettek a tanácsadói. Ez a szervezkedés hamar feltűnt a mongol hatóságoknak. Rövid úton fölszámolták "A Béke Királyságát", számos vezetőt kivégeztek. Morihei és néhány társa csak csodával határos módon kerülte el a halált, s tért vissza Japánba.
Hazatérve Morihei újra belevetette magát a harcművészetek gyakorlásába. Egyre szemmel láthatóbbá vált Morihei sajátos stílusa. Oniszaburó a legnagyobb élő harcművésznek nevezte, így nem csoda, hogy mindenki őt akarta megverni. Szinte naponta tartott bemutatókat, küzdött meg más mesterekkel. Egyre többen érkeztek Ajabéba, hogy lássák a legyőzhetetlen mestert. Egy napon ellátogatott Moriheihez Misimura Sutamó a Vaszeda Tudományegyetem híres dzsúdó-klubjának mestere. Mikor meglátta Moriheit, kacagásban tört ki, és méltatlankodva jegyezte meg: "Ez lenne a világ legerősebb embere?". A küzdelem sokáig tartott, de Misimura minden támadása nyomán a földön kötött ki. Végül a teljesen kimerült dzsúdós megadón nézett fel az egyik dobás után, és Morihei mosolygó arcát pillantotta meg: "Létezik-e olyan harcművészet, melyben az ember a támadóját mosolyogva vágja földhöz?!".
1925 őszén Takesita Iszamu (híres, előkelő admirális) egy speciális bemutatót szervez Moriheinek, ahol számos befolyásos ember tetszését és csodálatát nyerte el új stílusa. A lenyűgöző bemutató után meghívják a császári udvarba, tartson egy 21 napos tanfolyamot a császári családnak. Morihei Tokióba utazik, de alig egy hét múlva elhagyja az udvart, mert mélységesen megsértik azzal a váddal, hogy ő egy felforgató ómotó-kjós ügynök. Morihei visszatér Ajabéba. 1926 tavaszán Takesita admirális újra ráveszi Moriheit, hogy Tokióba utazzon, de ez alkalommal már családját is magával viszi, egy kis házat biztosítottak nekik a Siba Sirogane kerületben. Első ideiglenes dódzsóját Sinmazu herceg kastélyának biliárdtermében nyitotta. Edzésein szinte tömegek várakoztak a tatami szélén, hogy sorra kerüljenek. Morihei néhány tehetős tanítványa elhatározta, hogy egy hatalmas edzőcsarnokot épít a mesternek. 1931 áprilisában elkészült az új dódzsó, melyet Kóbukan néven szenteltek fel. Morihei stílusa még alakulóban volt, így az oktatás távolról sem volt szisztematikus. Gyakran előfordult, hogy megálmodott egy technikát, s még az éjszaka közepén ki akarta próbálni, ezért fölébresztette bentlakó tanítványait, akár hajnali kettőkor is.
A Kóbukanban kialakult stílust Morihei aiki-budónak nevezte. Az aiki-budó majd az aikidó megalkotásában, Morihei vallomása szerint, két ember volt a legnagyobb hatással rá: Takeda Szókaku és Degucsi Oniszaburó.
Később Morihei Ivamába vonult vissza, egy régi álma teljesüléséért kezdett dolgozni, egy farm-dódzsót szeretett volna kialakítani. Elkezdődött az aiki-dzsindzsa építése is, melyet 1943-ban szenteltek fel.
Nagyon mélyen érintette Japán belépése a világháborúba, teljesen beteggé tette. Csak a háború befejezése után épült fel teljesen.
A háború után az amerikai megszállók minden harcművészet gyakorlását megtiltották Japánban. Így, bár a tokiói dódzsó megúszta a bombatámadásokat, nem indult újra. Csak néhány tanítvány csatlakozott Ivamán a mesterhez. Titokban gyakoroltak, csak 1948-ban oldották fel a harcművészetekre vonatkozó tilalmat.
Hamarosan elkezdte munkáját Uesiba Kissómaru vezetésével az Aikikai Alapítvány, melynek legfőbb feladata az aikidó népszerűsítése Japánban, majd nemzetközi szinten is. Ó-szenszei a háború után csak nagyon kivételes esetekben tartott bemutatókat, azzal a legjobb tanítványai foglalkoztak. Csak a belső tanítványait oktatta, ez alól is ritkán tett kivételt. Sokat betegeskedett, utolsó bemutatóját már nagyon rossz állapotban, 1969. elején tartotta meg. Majd kórházba szállították, ahol megállapították, hogy májrákja van.
Saját kérésére hazaszállították és április 26-án hajnali öt órakor mosolyogva, ezekkel a szavakkal búcsúzott fiától: "Vigyázz a dolgokra!". (Rá két hónapra hű felesége, Hacu is meghalt.)

## Magyarul megjelent művei
- Az aikido esszenciája. Uesiba Morihei szellemi tanításai; összeáll. John Stevens, ford. Kárpáti Gábor, versford. Bazsó Edit, vers műford. Rusznák György; Szenzár, Bp., 1998 (Harcosok ösvényén)
- Az Út kézikönyve. Uesiba Morihei tanításai a harci út követőinek; ford. Bazsó Edit, Kárpáti Gábor, Rusznák György, szerk. Kárpáti Gábor; Szenzár, Bp., 2001 (Harcosok ösvényén)
- Budo. Az aikido alapítójának technikai kézikönyve; ford. Borbély Tamás, Kárpáti Gábor; Szenzár, Bp., 2002 (Harcosok ösvényén)